# Stefan Landberg
Stefan Olof Ragnar Landberg, född den 5 maj 1970 i Hultsfreds församling, är en svensk före detta professionell fotbollsspelare och senare tränare från Hultsfred. 

## Karriär
Stefan Landberg var ett av de största löftena i svensk fotboll när han kom till Kalmar FF inför Söderettan 1987. Han hade hämtats från division 4-laget Hultsfreds FK. Han debuterade i Kalmars A-lag mot Sporting Lissabon i Cupvinnarcupens andra omgång den 21 oktober 1987.
Landberg var med sina 10 mål starkt bidragande till klubbens avancemang från dåtida division 2 till division 1 säsongen 1988. Han slog sedan igenom på allvar i Östers IF och blev utsedd till Smålands bästa fotbollsspelare både 1992 och 1993.
Efter fem år i Öster fortsatte Stefan Landberg sin fotbollsresa västerut och hamnade 1995 i IFK Göteborg. Mellan 1995 och 2000 så gjorde Landberg 192 A-lagsmatcher och tolv mål. Han vann SM-guld 1995 och 1996 och representerade IFK Göteborg i såväl Uefa Champions League som Uefa-cupen. Landberg tvingades avsluta sin karriär 2000 efter en nackskada. Efter den avslutade karriären blev han tillsammans med Kjell Pettersson assisterande tränare under Arne Erlandsen. Landberg var även talangscout fram till 2011.

### Landslagskarriär
Landberg spelade under åren 1992-97 sammanlagt 17 landskamper och gjorde 1 mål. Dessutom spelade han samtliga Sveriges fyra matcher i OS i Barcelona 1992. Han debuterade i A-landslaget den 11 november 1992 när han kom in som avbytare i slutminuterna i VM-kvalmatchen mot Israel och ersatte Tomas Brolin. Den 2 juni 1993 gjorde Landberg sitt första och enda mål för landslaget när han kom in som avbytare, ersatte Stefan Rehn, och gjorde det femte målet i 5-0 segern i VM-kvalmatchen mot Israel på Råsunda. Landbergs sista landskamp blev i en vänskapsmatch mot Thailand den 16 februari 1997.

### Webbsidor
- Profil på sports-reference.com
- Lista på landskamper, svenskfotboll.se, läst 2013 01 29